# Новосолдатка (Омская область)
Новосолдатка — деревня в Тюкалинском районе Омской области. Входит в состав Нагибинского сельского поселения.

## История
В 1928 году состояла из 147 хозяйства, основное население — русские. Центр Ново-Солдатского сельсовета Тюкалинского района Омского округа Сибирского края.

## Население
| 1926 | 2010 |
| ---- | ---- |
| 830  | ↘58  |